# Crussol Festival
Le festival Crussol Festival ou Zazimut Fest Crussol Festival, est un festival de musique organisé à Saint-Péray en Ardèche, à l'ouest de l'agglomération valentinoise en région Auvergne-Rhône-Alpes.
Ce festival a été créé en 2017 à l'initiative de la chanteuse Zaz. La manifestation a lieu au Théâtre de verdure situé à proximité du Château de Crussol sur les hauteurs de la ville de Saint-Péray.

## Histoire
À l'automne 2016, Zaz évoque l'idée de lancer avec son réseau associatif Zazimut un festival culturel et citoyen ayant pour principale caractéristique de mettre à l’honneur les initiatives des acteurs locaux.
Le choix du site de Crussol et de son théâtre de verdure est proposé par un ami à Zaz qui tombe sous le charme. Fin 2016, le projet est lancé en partenariat avec les organisateurs et les collectivités territoriales.

### Années 2010

#### Édition 2017
Il s'agit de la première édition du festival. Elle a eu lieu les samedi 8 et dimanche 9 juillet 2017.
Programmation : Sammy Decoster, Flavia coelho, Zaz, Mickey 3D, Orange Blossom, Boulevard des airs, Guillaume Juhel, Yuri Buenaventura.

#### Édition 2018
Elle a eu lieu les samedi 7 et dimanche 8 juillet 2018.
Programmation : Black Lilys, Emir Kusturica, Zaz, General Elektriks, Tom Fire, Amadou et Mariam, La Dame Blanche, Billet d'Humeur, Captain Cumbia, Claudio Capéo.

#### Édition 2019
Vendredi 5, samedi 6 et dimanche 7 juillet 2019.
Programmation : Camélia Jordana, Tiken Jah Fakoly, Goran Bregović, Bibi Tanga & the selenites, Boris viande, Triggerfinger, LEJ, Les négresses vertes, Tambour Battant, HBurns.

### Années 2020

#### Édition 2020
Vendredi 10 et samedi 11 juillet.
L'édition 2020 a été annulé en raison de l'expansion de la pandémie de Covid-19 dans le monde.
La programmation annoncée était : Delgrés, Suzane, Tryo, Dionysos, Les Frangines, Naâman.

#### Édition 2021
Vendredi 9 et samedi 10 juillet.
Programmation : La Poison, Biga Ranx, Tryo, Dionysos, Garden Partie , Naâman, Suzane, Flo Delavega

#### Édition 2022
Jeudi 7, vendredi 8 et samedi 9 juillet.
Programmation: Bigflo & Oli, Berywam, Maxence, Tioma , Olympe Chabert, LauCarré, Danakil, Zaz, Pongo, Bigger, Spoilt Bstrd, Gauvain Sers, Massilia Sound System, Electro Deluxe, Calling Marian, Théo Didier.

#### Édition 2023
Jeudi 6, vendredi 7 et samedi 8 juillet.
Programmation: Adé, Lujipeka, 47Ter, Di Bosco, Mes'pri, Groundation, Tiken Jah Fakoly, The Prophecy, Dead Chic, Delphine Lafrange, Arthur H, Trois Cafés Gourmands, Aldebert, Melba, Fucking Mother

#### Édition 2024
Jeudi 4, vendredi 5 et samedi 6 juillet.
Programmation: Louane, Dub Inc, Hubert-Félix Thiéfaine

## Présentation
Village et concerts sont implantés sur deux sites différents. Les concerts ont lieu au Théâtre de verdure situé sur les hauteurs à environ 1 km du village (Dénivelé +100m environ) qui a la particularité d'être situés dans la zone Natura 2000 des massifs de Crussol, à 100 m des ruines du château, avec vue sur la Vallée du Rhône et la plaine de Valence.

### Le village des visiteurs

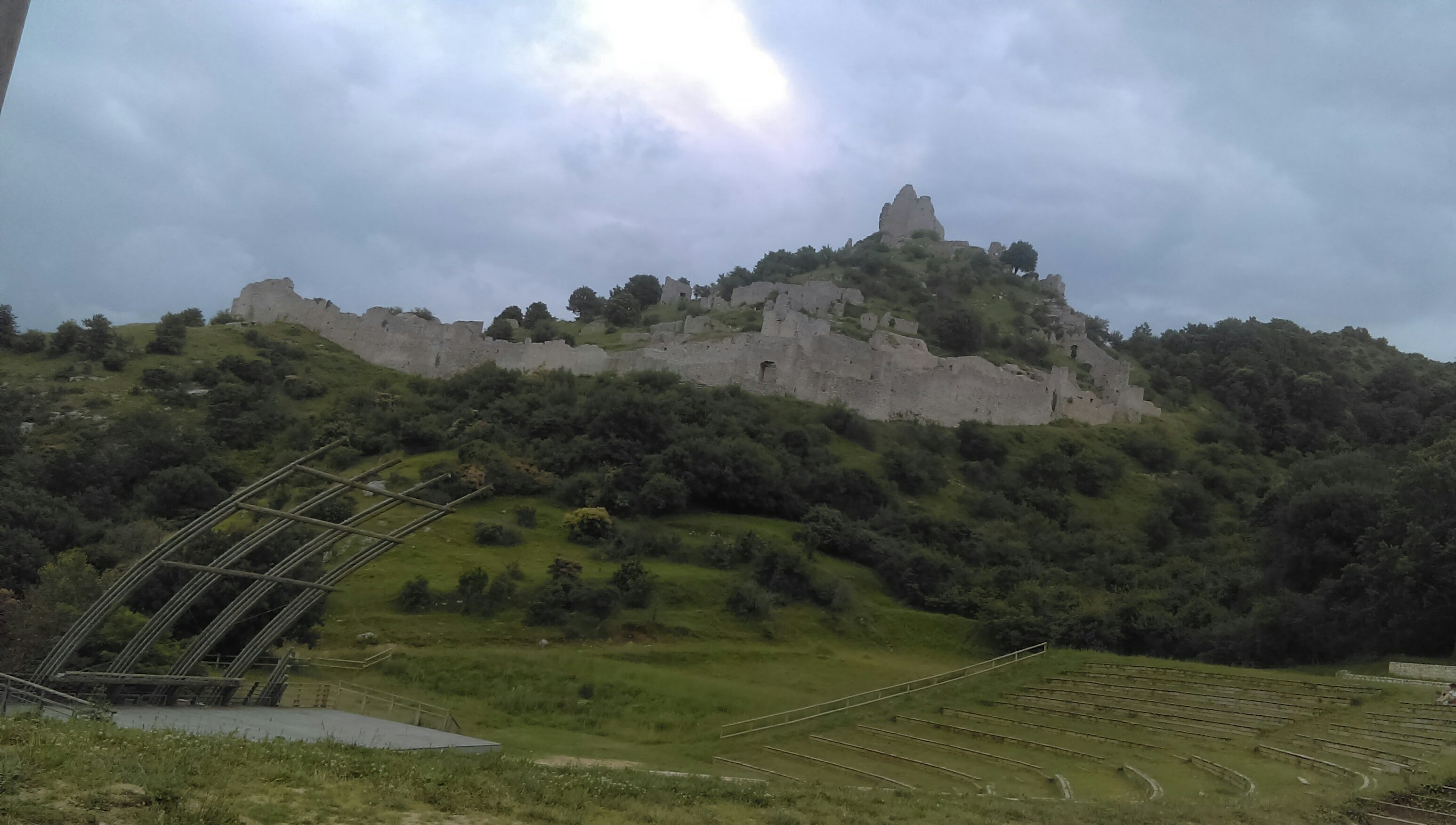
Théâtre de verdure de Crussol

Le lieu est en accès libre pendant le festival.
Plusieurs ateliers sont organisés autour de l'éducation, le bien être, la communication non violente, le jeu, le cycle des matières, l'agroécologie…
Des associations locales prennent part à ces ateliers. Un espace est à disposition d'associations et de producteurs locaux (produits artisanaux et agricoles…), avec de minis conférences (écologie, climat…).

### La scène et les concerts
La scène présente sur le site est réaménagée pour les concerts, les gradins et les espaces situés à proximité du podium peuvent accueillir environ 5000 festivaliers.

## Sites externes
- Site officiel
- https://zazimut.org/